# Chicago Stags
Chicago Stags foi um time de basquetebol localizado em Chicago, que atuou na National Basketball Association e na Basketball Association of America. Esteve ativo entre 1946 e 1950, tendo conquistado um vice-campeonato em 1947. Além do mais, foi a primeira equipe de basquetebol da cidade, e as suas cores eram camisola vermelha e calções azuis.

## História
| Ano       | Confederação | Resultado                     |
| --------- | ------------ | ----------------------------- |
| 1946/1947 | BAA          | Final                         |
| 1947/1948 | BAA          | Semi Final                    |
| 1948/1949 | BAA          | Semi Final da Divisão Oeste   |
| 1949/1950 | NBA          | Semi Final da Divisão Central |